# Farrah Forke
Farrah Forke (* 12. Januar 1968 in Corpus Christi, Texas; † 25. Februar 2022 in Texas) war eine US-amerikanische Schauspielerin in Film und Fernsehen.

## Leben und Karriere
Die 1968 im texanischen Corpus Christi geborene Farrah Forke begann ihre Filmkarriere 1991 mit der weiblichen Hauptrolle in Jerry Sangiulianos Horrordrama Brain Twisters. 1994 trat sie in Barry Levinsons Kinoproduktion Enthüllung in einer kleinen Rolle auf. Ferner spielte sie 1995 die Rolle der Claudia in Michael Manns Action-Drama Heat. 1998 sah man sie im Kino in Richard Howards Abenteuerdrama Ground Control und 1999 als Sara in Eric DelaBarres Thriller Kate's Addiction. Noch im selben Jahr spielte sie an der Seite von Eric Roberts, Esteban Powell und C. Thomas Howell in Mark L. Lesters Kriminaldrama Hitman's Run. 2001 drehte sie unter der Regie von Billy Frolick das Filmdrama It Is What It Is. 
1992 wandte sich Forke auch dem Fernsehen zu und spielte dort in Episoden von Serien wie Überflieger, Superman – Die Abenteuer von Lois & Clark, Dweebs, Mr. Rhodes, oder Batman of the Future.
Farrah Forke verstarb im Februar 2022 im Alter von 54 Jahren.

## Filmografie (Auswahl)

### Kino
- 1991: Brain Twisters
- 1994: Enthüllung (Disclosure)
- 1995: Heat
- 1998: Ground Control
- 1999: Kate's Addiction
- 1999: Hitman's Run
- 2001: It Is What It Is

### Fernsehen
- 1992–1995: Überflieger (Wings, Fernsehserie, 35 Episoden)
- 1993: Der Schrecken lauert nebenan (Complex of Fear) (Fernsehfilm)
- 1993: Gefährliche Reise zum Mittelpunkt der Erde (Journey to the Center of the Earth) (Fernsehfilm)
- 1993: Nurses on the Line: The Crash of Flight 7 (Fernsehfilm)
- 1994: Bionic Ever After? (Fernsehfilm)
- 1994–1995: Superman – Die Abenteuer von Lois & Clark (Lois & Clark: The New Adventures of Superman, Fernsehserie, 4 Episoden)
- 1995: A Whole New Ballgame (Fernsehserie, 1 Episode)
- 1995: Abandoned and Deceived (Fernsehfilm)
- 1995: Favorite Deadly Sins (Fernsehfilm)
- 1995: Dweebs (Fernsehserie, 10 Episoden)
- 1996–1997: Mr. Rhodes (Fernsehserie, 17 Episoden)
- 1996: Ned & Stacey (Fernsehserie, 1 Episode)
- 1997: Duckman (Fernsehserie, 1 Episode)
- 1998: Jenny (Fernsehserie, 1 Episode)
- 1998: Grown-Ups (Fernsehfilm)
- 1998: Fantasy Island (Fernsehserie, 1 Episode)
- 1999: Party of Five (Fernsehserie, 3 Episoden)
- 2000: Batman of the Future (Batman Beyond, Fernsehserie, 2 Episoden)
- 2005: Die Liga der Gerechten (Justice League Unlimited, Fernsehserie, 1 Episode)